# Molophilus bucerus
Molophilus bucerus är en tvåvingeart som beskrevs av Alexander 1927. Molophilus bucerus ingår i släktet Molophilus och familjen småharkrankar. Inga underarter finns listade i Catalogue of Life.